# Ernest Gallo
Ernest Gallo (* 18. März 1909 in Jackson, Kalifornien; † 6. März 2007 in Modesto, Kalifornien) gehörte zu den Pionieren der US-amerikanischen Weinindustrie in Kalifornien. Er war zusammen mit seinem Bruder Julio der Gründer der E. & J. Gallo Winery, die heute (2019) mit 7,2 Millionen Hektolitern Weinerzeugung das weltgrößte Weingut sind.

## Leben und Werk
Gallo war der Sohn italienischer Einwanderern aus dem Piemont, Giuseppe Gallo, genannt Joseph, und Assunta Bianco Gallo, die sich Susie nannte. Der Vater und sein jüngerer Bruder Michael kauften Wein von kleinen Winzereien, den sie in den Bars von Oakland und San Francisco verkauften. Ab 1906 nannten sie ihr Geschäft Gallo Wine Company. Eine Erbschaft im Jahre 1916 seitens des mütterlichen Großvaters vermachte ihnen 9.000 Gallonen Rotwein. In den 1920er Jahren kauften die Eltern eine Farm in der Nähe von Modesto und begannen mit dem Weinanbau, wie es ihre Nachbarn auch taten. Privater Weinanbau war während der Prohibition erlaubt; per Eisenbahn wurden die Trauben in den Osten der USA transportiert. Die Bestimmungsbahnhöfe an der Ostküste von Boston über North und South Carolina, von Pittsburg bis Cleveland und Buffalo waren zu dieser Zeit von Gangstern beherrscht, die auf jede Ware einen Abschlag verlangten. Mit 17 Jahren begleitete Ernest Gallo die Transporte, um den Verkauf zu sichern.

### Frühe Selbständigkeit
Dennoch verschuldete sich der Farmer Giuseppe Gallo; am 21. Juni 1933 erschoss er zuerst seine Frau und dann sich selbst. Nach dem tragischen Tod der Eltern übernahm Ernest Gallo zusammen mit seinem Bruder Julio die verschuldete Farm. In der Zeit der Prohibition war es nur möglich gewesen, Trauben zu verkaufen, von der Weinherstellung hatten die Brüder wenig Ahnung. Nach der Aufhebung des Alkoholverbots in den USA 1933 erschien die Lage wieder günstiger, und die Brüder gründeten die Firma E. & J. Gallo Winery mit einem Startkapital von 6000 Dollar; 5000 Dollar davon hatte sich Ernest von seiner Schwiegermutter geborgt. Damals wurden in Kalifornien innerhalb kurzer Zeit 800 Weinbaubetriebe gegründet, die zum Teil über wesentlich mehr Kapital und Erfahrung in der Weinherstellung verfügten als die E. & J. Gallo Winery. Die beiden Brüder verließen sich auf eine in der Leihbibliothek gefundene Gebrauchsanweisung.

### Massenproduktion
Den kommerziellen Durchbruch schafften die Gallos 1957 mit einem Wein-Verschnitt namens „Thunderbird“, einer Mischung aus weißem Portwein und Zitronensaft mit einem Alkoholanteil von 21 %, zu einem Verkaufspreis von 60 Cent für einen Viertelliter. Besonders arme afroamerikanische Käufer machten davon Gebrauch. Allein 1957 wurden davon 32 Mio. Gallonen verkauft. Dank eines aggressiven Marketings in den Massenmedien und durch einen Außendienst, der penetrant und häufig bei den Großhändlern auftrat, konnten die Gallos zunehmend mehr Konkurrenten ausschalten. Je größer der Umsatz wurde, umso mehr hochwertige Weingüter kauften die Gallos auf. Jahrzehntelang war die Marke Gallo ein Inbegriff für Billigweine, erst ab den 1970er Jahren verbesserten die Gallos das Sortiment. Zu dieser Zeit begannen die Gallos, prominente Politiker finanziell zu unterstützen, wie etwa die Senatoren Robert Dole von Kansas, einen Republikaner, und Alan Cranston von Kalifornien, einen Demokraten. 1978 und 1986 halfen beide Politiker, Nachlässe in der Steuergesetzgebung zu verabschieden, die als Gallo wine amendment bezeichnet wurden, weil es die Gallos vor einer mehrere Millionen Dollar hohen Besteuerung ihres Grundbesitzes bewahrte.
Mittlerweile ist die E. & J. Gallo Winery das weltgrößte Weingut und mit 7,2 Millionen Hektolitern produziertem Wein der größte Weinproduzent der Welt (zum Vergleich: das Weinbauland Deutschland produziert insgesamt 8,4 Millionen Hektoliter jährlich). Das entspricht der Zahl von 960 Millionen Flaschen. Sie werden in mehr als 90 Länder verkauft. Gallo steht in erster Linie für preisgünstige Massenweine für den Supermarkt und Discounter. Es sind sauber gemachte, reinsortige, aber einfache Beispiele ohne eigentlichen Charakter. Der Konzern hatte 2007 mehr als 4.600 Angestellte und verkaufte seine Produkte in 90 Länder. Ernest Gallo wurde zuletzt auf der Forbes-Liste der 400 reichsten Menschen auf Platz 297 gelistet.
Im Jahr 1986 verklagten Ernest und Julio ihren jüngeren Halbbruder Joseph, da er den geschützten Familiennamen Gallo für seine Käsefirma benutzen wollte. Die beiden älteren Brüder gewannen vor Gericht und das Verhältnis zu Joseph war bis zu dessen Tod am 17. Februar 2007 zerrüttet.

### Familie
Nach dem Tod der Eltern 1933 zogen Ernest und sein Bruder Julio (1910–1993), zusammen mit ihren Ehefrauen Amelia (1910–1993) und Aileen (1913–1999), ihren erst 13 Jahre alten Halbbruder Joseph (1919–2007) auf. Ernest war 62 Jahre mit seiner Ehefrau Amelia Franzia Gallo verheiratet. Die beiden hatten zwei Söhne, David († 1997) und Joseph. Am 6. März 2007 starb Ernest Gallo in seiner Heimat in Modesto, Kalifornien, zwölf Tage vor seinem 98. Geburtstag.

## Nachweise
1. 1 2  Ernest Gallo, 97, Founder of Winery, Dies, New York Times, 7. März 2007
2. ↑  Gallos Leben - Milliardär dank Fusel, Die Welt, 7. März 2007
3. 1 2  Ernest Gallo. Obsessive salesman at the helm of the world's biggest wine producer, The Guardian, 8. März 2007
4. ↑  Weinpionier Ernest Gallo gestorben, Deutsche Welle, 7. März 2007
5. ↑  Joseph E. Gallo, 87, Brother Who Left Wine for Cheese, Dies, New York Times, 23. Februar 2007

| Personendaten    | Personendaten                      |
| ---------------- | ---------------------------------- |
| NAME             | Gallo, Ernest                      |
| KURZBESCHREIBUNG | US-amerikanischer Unternehmer      |
| GEBURTSDATUM     | 18. März 1909                      |
| GEBURTSORT       | Jackson (Kalifornien), Kalifornien |
| STERBEDATUM      | 6. März 2007                       |
| STERBEORT        | Modesto, Kalifornien               |